# Scaldami/Cover Girl
Scaldami/Cover Girl è un singolo di Fiorella Mannoia pubblicato nel 1978 dalla Dischi Ricordi (Catalogo: SRL 10881), prodotto da Memmo Foresi ed arrangiato da Romano Musumarra.

## Tracce
Lato A
1. Scaldami – 3:08 (Maurizio Piccoli; edizioni musicali Jubal)

Lato B
1. Cover Girl – 3:16 (testo: Silvestro Longo – musica: Memmo Foresi; edizioni musicali Jubal)

Durata totale: 6 min : 24 s